# Гарролд (Південна Дакота)
Гарролд (англ. Harrold) — місто (англ. town) в США, в окрузі Г'юз штату Південна Дакота. Населення — 101 особа (2020).

## Географія
Гарролд розташований за координатами 44°31′25″ пн. ш. 99°44′21″ зх. д. / 44.52361° пн. ш. 99.73917° зх. д. (44.523487, -99.739269).  За даними Бюро перепису населення США в 2010 році місто мало площу 0,69 км², уся площа — суходіл.

## Демографія
Згідно з переписом 2010 року, у місті мешкали 124 особи в 57 домогосподарствах у складі 36 родин. Густота населення становила 179 осіб/км².  Було 74 помешкання (107/км²).
Расовий склад населення:
| - 95,2 % — білих - 1,6 % — корінних американців - 0,8 % — чорних або афроамериканців |

До двох чи більше рас належало 2,4 %. Частка іспаномовних становила 0,0 % від усіх жителів.
За віковим діапазоном населення розподілялося таким чином: 19,4 % — особи молодші 18 років, 62,1 % — особи у віці 18—64 років, 18,5 % — особи у віці 65 років та старші. Медіана віку мешканця становила 49,8 року. На 100 осіб жіночої статі у місті припадало 103,3 чоловіків;  на 100 жінок у віці від 18 років та старших — 100,0 чоловіків також старших 18 років.
Середній дохід на одне домашнє господарство  становив 58 649 доларів США (медіана — 41 563), а середній дохід на одну сім'ю — 73 348 доларів (медіана — 61 250). За межею бідності перебувало 1,0 % осіб, у тому числі 0,0 % дітей у віці до 18 років та 0,0 % осіб у віці 65 років та старших.
Цивільне працевлаштоване населення становило 60 осіб. Основні галузі зайнятості: освіта, охорона здоров'я та соціальна допомога — 23,3 %, будівництво — 20,0 %, сільське господарство, лісництво, риболовля — 15,0 %, публічна адміністрація — 13,3 %.